# 砂辺倉庫

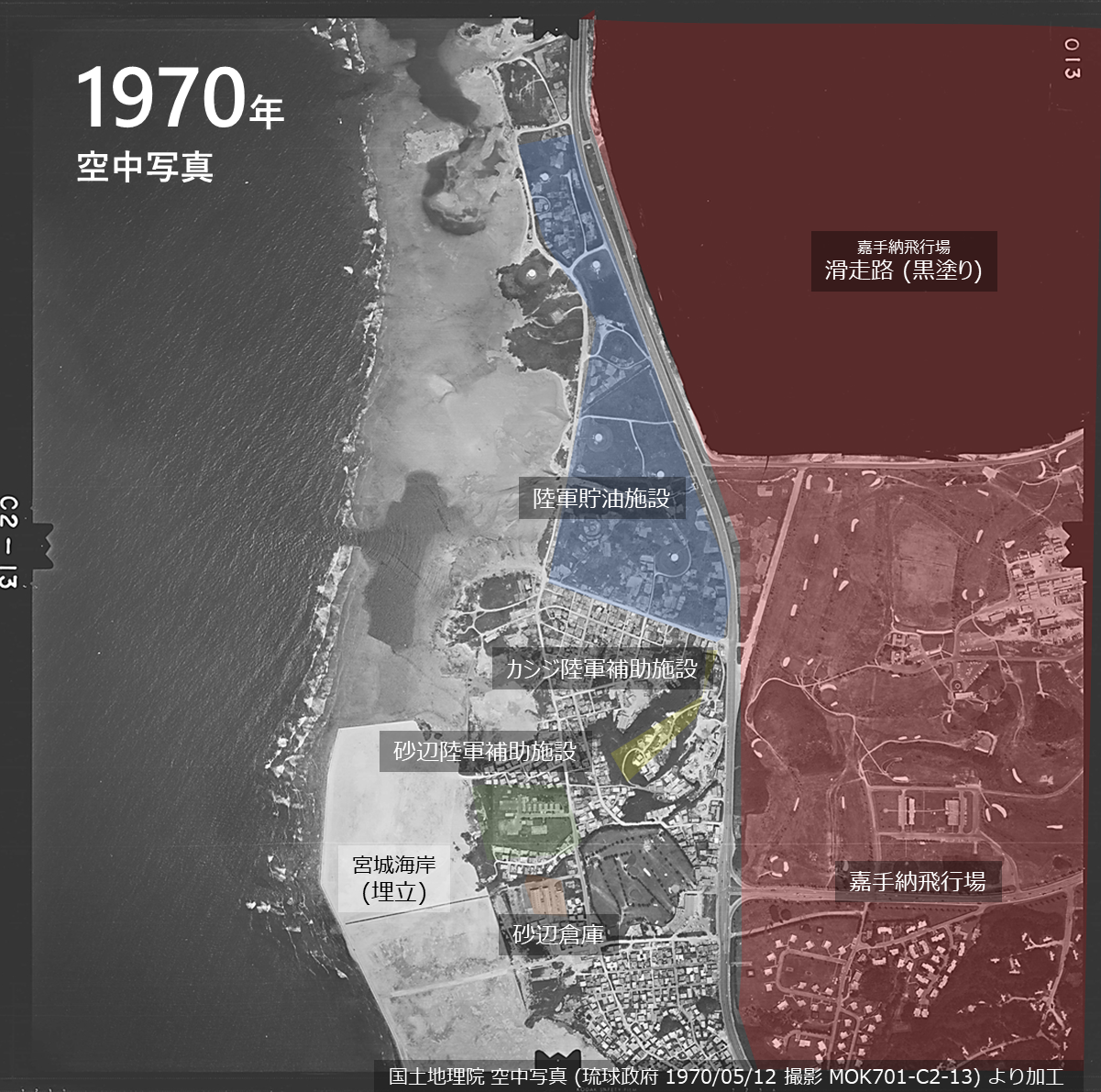
1970年の北谷町砂辺周辺。アメリカ軍基地（嘉手納基地、陸軍貯油施設、カシジ陸軍補助施設、砂辺陸軍補助施設、砂辺倉庫）がならぶ1970年代の北谷町字砂辺周辺。宮城海岸（北谷町字宮城）が埋め立て途中であることがわかる。（琉球政府 1970年5月12日撮影）

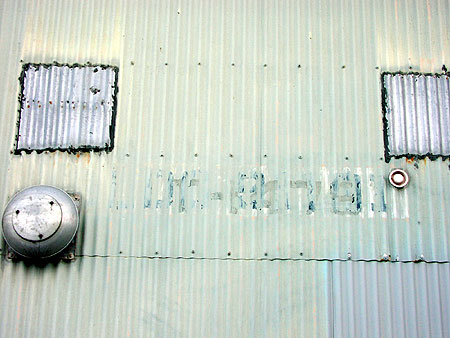
アメリカ軍「砂辺倉庫」跡の倉庫に残る管理番号。現在は返還され民間の倉庫として利用されている。

砂辺倉庫（すなべそうこ、英語: Sunabe Warehouse）は、沖縄県中頭郡北谷町字砂辺にあったアメリカ軍施設（施設番号:FAC6039）。嘉手納飛行場の西側に飛び地のように所在し、1993年（平成5年）に日本へ返還された。

## 概要
沖縄のアメリカ空軍嘉手納基地の海岸側、国道58号線の嘉手納基地第一ゲートから西に1ブロックほど入った場所にある倉庫群は、1966年にネバダ州を本拠地とする私企業が建設、1年後、アメリカ空軍が倉庫として使用開始した。アメリカ軍基地住宅で多く使用される輸入家具の修理所や倉庫として利用された。
- 場所:北谷町字砂辺
- 面積:2,547m2[2]

1967年、民間会社の倉庫をアメリカ軍の家具修理施設・倉庫として使用開始。
1972年5月15日、沖縄返還協定で「砂辺倉庫」と「空軍家具修理所」を統合し、日本政府がアメリカ軍に「砂辺倉庫」として提供。
1993年6月30日、全返還。この返還により、沖縄県内のアメリカ軍施設は42か所となる。
返還後は元の外資民間会社の倉庫となった。

## 歴史
日本陸軍の中飛行場があったため、1945年4月1日のアメリカ軍上陸地点となり、北谷村全域が占領地となった。西側に嘉手納基地、北側に陸軍貯油施設、カシジ陸軍補助施設、砂辺陸軍補助施設)がならぶ。
1955年に砂辺が返還されるが、1953年頃の嘉手納基地滑走路拡張工事のため砂辺から大量の土砂が採掘されており、また上記のような軍事施設が軒並み並んでいるために護岸工事もできないまま、多くの土地が滅失地となっていた。東側の海岸は埋め立てられ字宮城となった。現在も北谷町の52.3パーセントをアメリカ軍基地が占めている。
砂辺倉庫の北側の緑地には石灰岩台地が浸食されてできた40メートル余りの鍾乳洞、クマヤーガマ（クマヤー洞穴）があり、アメリカ軍上陸の際に数百人の砂辺住民の避難場所となった。

## 日米合同委員会確認事案「23事案」
1988年4月、西銘順治知事が要請した在沖縄米軍基地の整理縮小要請をうけ、日米合同委員会は、1990年6月19日、県知事が米国政府に要請した県知事要望事案3件、日米安全保障協議委員会（SCC）で了承された施設・区域の整理統合計画のうち未だ実行されていない事案9件、軍転協（沖縄県軍用地転用促進・基地問題協議会）の返還要望事案8件、及びアメリカ側が変換可能とした事案3件の、合計23か所のアメリカ軍基地が、平成2年日米合同委員会確認事案「23事案」として、返還に向け調整手続きを進めることが確認された。
その後、2002年までに砂辺倉庫を含む比較的小規模のアメリカ軍施設が6か所全返還された。
| 施 設 名                 | 返還事案数 | 確認面積 | 返還面積 | 未返還面積 | 備考   |
| ------------------------ | ---------- | -------- | -------- | ---------- | ------ |
| 北部訓練場の一部         | 2          | 4,798    | 4,798    | 0          |        |
| 八重岳通信所の一部       | 1          | 192      | 192      | 0          |        |
| キャンプ・シュワブの一部 | 1          | 5        | 5        | 0          |        |
| キャンプ・ハンセンの一部 | 2          | 1,653    | 34       | 1,619      |        |
| 恩納通信所               | 2          | 624      | 624      | 0          | 全返還 |
| 嘉手納弾薬庫地区の一部   | 2          | 1,884    | 784      | 1,100      |        |
| 知花サイト               | 1          | 1        | 1        | 0          |        |
| トリイ通信施設の一部     | 1          | 38       | 38       | 0          |        |
| 嘉手納飛行場の一部       | 1          | 21       | 21       | 0          |        |
| 砂辺倉庫                 | 1          | 3        | 3        | 0          | 全返還 |
| キャンプ桑江の一部       | 2          | 421      | 16       | 405        |        |
| キャンプ瑞慶覧の一部     | 2          | 468.7    | 0.7      | 468        |        |
| 普天間飛行場の一部       | 1          | 42       | 0        | 42         |        |
| 牧港補給地区補助施設     | 1          | 1        | 1        | 0          | 全返還 |
| 工兵隊事務所             | 1          | 45       | 8        | 37         | 全返還 |
| 那覇冷凍倉庫             | 1          | 0.1      | 0.1      | 0          | 全返還 |
| 陸軍貯油施設の一部       | 1          | 43       | 43       | 0          |        |